# Aloe menachensis
Aloe menachensis ist eine Pflanzenart der Gattung der Aloen in der Unterfamilie der Affodillgewächse (Asphodeloideae). Das Artepitheton menachensis verweist auf das Vorkommen der Art bei Menacha in Jemen.

## Beschreibung

### Vegetative Merkmale
Aloe menachensis wächst stammbildend. Der aufrechte Stamm erreicht eine Länge von bis zu 50 Zentimeter. Die dreieckig-lanzettlichen, verschmälerten Laubblätter bilden eine dichte Rosette. Die grünlich purpurfarbene Blattspreite ist 40 Zentimeter lang und 16 Zentimeter breit. Ihre Unterseite ist nahe der Spitze gekielt. Der Kiel trägt gelegentlich ein bis drei Stacheln. Die stumpfen, braun gespitzten Zähne am etwas purpurfarbenen Blattrand sind 2 Millimeter lang und stehen 15 bis 20 Millimeter voneinander entfernt.

### Blütenstände und Blüten
Der hohe Blütenstand ist zahlreich verzweigt. Die dichten, zylindrischen Trauben sind 15 bis 20 Zentimeter lang und 5 bis 6 Zentimeter breit. Die zurückgeschlagenen Brakteen weisen eine Länge von 10 bis 15 Millimeter auf. Die hell oder rötlich scharlachroten, kurz weißfilzigen Blüten stehen an 5 bis 7 Millimeter langen Blütenstielen. Sie sind 30 Millimeter lang. Ihre äußeren Perigonblätter sind auf einer Länge von 12 Millimetern nicht miteinander verwachsen.

## Systematik und Verbreitung
Aloe menachensis ist in Jemen auf exponierten Felshängen in Höhen von 2200 bis 2900 Metern verbreitet.
Die Erstbeschreibung als Aloe percrassa var. menachensis durch Georg August Schweinfurth wurde 1894 veröffentlicht. Ethelbert Blatter erhob die Varietät 1936 in den Rang einer Art. Ein Synonym ist  Aloe trichosantha var. menachensis (Schweinf.) A.Berger (1908).

## Nachweise